# Ministero della giustizia (Regno Unito)
Il Ministero della giustizia (MoJ, in inglese: Ministry of Justice, in gallese: Y Weinyddiaeth Gyfiawnder) è un dipartimento esecutivo responsabile della giustizia, dei tribunali, delle carceri e della libertà condizionale in Inghilterra e Galles.
È diretto dal Segretario di Stato per la giustizia in qualità di Lord cancelliere.
Il ministero è responsabile di alcune politiche costituzionali (quelle che non sono state trasferite al vice primo ministro) ed è stato creato nel 2007, dal primo ministro Tony Blair, per dividere i poteri dell'Home Office, che ora si occupa solo di immigrazione, polizia e antiterrorismo.

## Storia
Il ministero è stato costituito nel 2007 dopo l'abolizione del Dipartimento per gli affari costituzionali e dalla fusione con il Dipartimento dell'interno (Home Office).

## Responsabilità

### Regno Unito
Nel Regno Unito, il Ministero della giustizia si occupa dei rapporti tra le tre amministrazioni devolute (governo scozzese, governo gallese ed esecutivo nordirlandese) e il governo britannico. È responsabile della protezione dell'amministrazione dei tribunali in tutto il Regno Unito, delle libertà civili, della libertà d'informazione, della protezione e della diffusione dei dati, della riforma della legge e dei funerali nazionali.
Il capo del dipartimento è sia il Segretario di Stato per la giustizia che il Lord cancelliere (Lord Chancellor), responsabile della giustizia penale della sicurezza nazionale, dell'Unione europea e della politica giudiziaria internazionale.

### In particolare in Inghilterra e Galles
Il Ministero della giustizia non ha alcuna responsabilità per la devoluzione della giustizia penale, dei tribunali, delle carceri e della libertà condizionale in Scozia e Irlanda del Nord, ma solo in Inghilterra e Galles. In questa giurisdizione, il Ministero della giustizia è responsabile della gestione dei trasgressori della legge dal loro arresto fino al loro rilascio.
Altre responsabilità limitate in Inghilterra e Galles includono l'amministrazione giudiziaria, il catasto, la gestione dei documenti, l'assistenza e e i servizi legali, la giustizia amministrativa, i tribunali devoluti, la tutela e l'amministrazione fiduciaria, la giustizia civile, la giustizia familiare e la medicina legale.

## Direzione
L'attuale squadra ministeriale del Ministero della giustizia è:
- Segretario di Stato per la giustizia: Dominic Raab, MP
  - Ministro di Stato per la polizia e la criminalità: Kit Malthouse, MP
  - Sottosegretario di Stato parlamentare per la giustizia: James Cartlidge, MP
    - Avvocato generale per la Scozia: Keith Stewart, barone Stewart di Dirleton; QC.
- Segretario permanente: Antonia Romeo.